# Zelioni Log
Zelioni Log (en rus: Зелёный Лог) és un poble (un possiólok) de l'óblast de Kurgan, a Rússia, que en el cens del 2010 tenia 25 habitants. Pertany al districte de Ketovo.